# Yugeuingge
Yugeuingge /=village of the ravine,/ selo (pueblo) Tewa Indijanaca na zapadnoj obali Rio Grande, nasuprot sadašnjeg puebla San Juan u Novom Meksiku. Godine 1542. posječuje ga Francisco de Barrionuevo (Coronadova ekspedicija), ali o njemu daje malo podataka, osim da su stanovnici pobjegli u planine gdje su imali 4 jaka sela, do kojih se nije moglo doći na konjima. Godine 1598. stanovnici su ga dragovoljno prepustili Španjolcima, a oni su se preselili svojim srodnicima u San Juan. Selo će kasnije dobiti ime San Francisco de los Españoles a izgrađeno je 8 crkvica. Svoje ime mijenja opet u San Gabriel. Pod ovim imenom stanovnici ga napuštaju u proljeće 1605. te osnivaju novo naselje, Santa Fé.

## Vanjske poveznice
- Tewa Indian Pueblos